# Bel Air (Seychelles)
Pour les articles homonymes, voir Bel Air.
Bel Air est un district des Seychelles de l'île de Mahé.

## Géographie

### Démographie
Le district de Bel Air couvre 4 km2 et compte 2 857 habitants (2010).